# Rottenburg an der Laaber
Rottenburg an der Laaber è un comune tedesco di 7 642 abitanti, situato nel 
Land della Baviera.

## Storia
In epoca romana fu insediamento militare romano di un'unità ausiliaria a partire dalla fine del I secolo a.C. sotto la dinastia dei Flavi, al termine delle campagne germaniche di Domiziano degli anni 83-85.
Ha dato i natali al miniatore Gioacchino di Giovanni.